# Drimia tazensis
Drimia tazensis är en sparrisväxtart som först beskrevs av Jules Aimé Battandier och René Charles Maire, och fick sitt nu gällande namn av William Thomas Stearn. Drimia tazensis ingår i släktet Drimia och familjen sparrisväxter.
Artens utbredningsområde är Marocko. Inga underarter finns listade i Catalogue of Life.